# Euchilia laxecostata
Euchilia laxecostata är en skalbaggsart som beskrevs av Leon Fairmaire 1904. Euchilia laxecostata ingår i släktet Euchilia och familjen Cetoniidae. Inga underarter finns listade i Catalogue of Life.